# دیوید رابینسون
دیوید موریس رابینسون (به انگلیسی: David Maurice Robinson) مشهور به آدمیرال، متولد جزایر کی وست در فلوریدا از معروفترین بازیکنان بسکتبال تیم ملی آمریکا و تاریخ ان بی ای است، بطوریکه او عضو تالار مشاهیر بسکتبال است.
او بازی خویش را با تیم سن آنتونیو اسپرز به نقطه اوج رسانید و با آنها ۲ مرتبه به قهرمانی لیگ ان بی ای رسید. او همچنین ۳ مدال طلا از المپیک و یک مدال برنز از بازیهای ملی خود دارد، و برنده جایزه باارزش‌ترین بازیکن ان‌بی‌ای (MVP) سال ۱۹۹۵ است.
او افسر نیروی دریایی آمریکا و تحصیلکرده آکادمی نیروی دریایی آمریکا است.